# Jan Tuczembski
Jan Tuczembski (ur. 9 grudnia 1902, zm. 23 listopada 1943 w Małachowie) – działacz komunistyczny, oficer Gwardii Ludowej (GL), szef sztabu Radomskiego Okręgu GL.

## Życiorys
W okresie międzywojennym działał w KPP. Wiosną 1940 współorganizował grupę komunistyczną o nazwie Zjednoczenie Robotniczo-Chłopskie (ZR-Ch). W kwietniu 1942 wraz z ćmielowskim oddziałem ZR-Ch wstąpił do PPR i GL. Był członkiem Komitetu Dzielnicowego (KD) PPR, a następnie sekretarzem Komitetu Okręgowego (KO) PPR. Na tym stanowisku rozwinął aktywną działalność organizacyjną w terenie, tworząc komórki PPR, placówki GL i oddziały partyzanckie. W lipcu 1943 został szefem sztabu Radomskiego Okręgu GL. Brał udział w wielu akcjach przeciw Niemcom. W listopadzie 1943 po całodziennej zaciętej walce z Niemcami zginął wraz ze swoimi żołnierzami w gajówce Małachów. W grudniu 1943 został pośmiertnie awansowany na porucznika GL i odznaczony Orderem Krzyża Grunwaldu III klasy.

## Upamiętnienie
W okresie Polski Ludowej w miejscu spalonej gajówki zbudowano pomnik upamiętniający bitwę i poległych, wśród których był i Jan Tuczembski.